# About Your Dress
Singles de The Maccabees
First Love
(2006) Precious Time
(2007)
About Your Dress est le quatrième single du groupe The Maccabees, et leur second à être entré dans le top 40 UK, à la 33e place.